# Batman (Sega Mega Drive-spel)
Batman, även känt som Batman: The Video Game, är ett TV-spel utgivet till Sega Mega Drive, och baserat på den av Tim Burton regisserade långfilmen från 1989. Sega Mega Drive-spelet producerades av Sunsoft. Spelet är mer troget filmen än NES-spelet, och innehåller också banor där spelaren styr Batmans fordon.
Precis som i NES-versionen komponerades musiken av Naoki Kodaka.

### Fotnoter
1. ↑  ”Batman - Mega Drive”. Angelfire.com. http://www.angelfire.com/film/batman/games/batman1/genesis/batman1genesis.html. Läst 11 juni 2014.
2. ↑  ”Sega Mega Drive Music Archive”. Project 2612. 27 januari 2006. http://project2612.org/details.php?id=292. Läst 11 juni 2014.